# Wojciech Król (operator)
Wojciech Król (ur. 2 listopada 1938 w Łodzi, zm. 12 stycznia 2025) – polski operator filmowy i telewizyjny.

## Życiorys
W Łódzkim Ośrodku Telewizyjnym przepracował ponad 40 lat (od 1956 r.). Należy do czołówki polskich operatorów telewizyjnych. Jako pierwszy w Telewizji Polskiej wprowadził tzw. „długie ujęcie”, tj. prowadzenie kamery przez cały czas trwania spektaklu, bez stosowania cięć i montażu. (np. Himmelkomando w reżyserii Jerzego Antczaka, Pamiątki Soplicy w reżyserii Mikołaja Grabowskiego i inne). Współpracował z najlepszymi reżyserami telewizyjnymi i teatralnymi. Jest autorem zdjęć do takich spektakli teatralnych jak np.:
- Objazd w reżyserii Tadeusza Worontkiewicza (1975),
- Żyj i pamiętaj w reżyserii Jana Machulskiego (1983),
- Ojciec – zdjęcia i światło w reżyserii Jana Maciejowskiego (1991),
- Blitwo, ojczyzno moja w reżyserii Bogdana Hussakowskiego (1991),
- Zaproszenie na egzekucję w reżyserii Walerego Fokina (1992),
- Gościna w reżyserii Marka Okopińskiego (1992),
- Rosmelsholm w reżyserii Jana Maciejowskiego (1993),
- Tu się urodziłem w reżyserii Jana Maciejowskiego (1996).

Ma na swoim koncie ponad 300 spektakli teatralnych i tyleż programów artystycznych, których był współtwórcą.
22 stycznia 2025 został pochowany na cmentarzu komunalnym Doły w Łodzi.

## Odznaczenia
Za swoją pracę otrzymał wiele wyróżnień, nagród i odznaczeń państwowych m.in.:
- Honorowa Odznaka Miasta Łodzi,
- Odznaka Zasłużonego Działacza Kultury,
- Srebrny i Złoty Krzyż Zasługi,
- Odznaka „Za Zasługi dla Miasta Łodzi”,
- Brązowy Medal „Zasłużony Kulturze Gloria Artis”.

Wojciech Król jako jedyny operator telewizyjny w Polsce ma swoją gwiazdę w Alei Gwiazd przy ul. Piotrkowskiej w Łodzi.